# 5385 Kamenka
5385 Kamenka eller 1975 TS3 är en asteroid i huvudbältet som upptäcktes den 3 oktober 1975 av den ryska astronomen Ljudmila Tjernych vid Krims astrofysiska observatorium på Krim. Den är uppkallad efter den ukrainska staden Kamjanka.
Asteroiden har en diameter på ungefär 16 kilometer.